# CS Mindelense

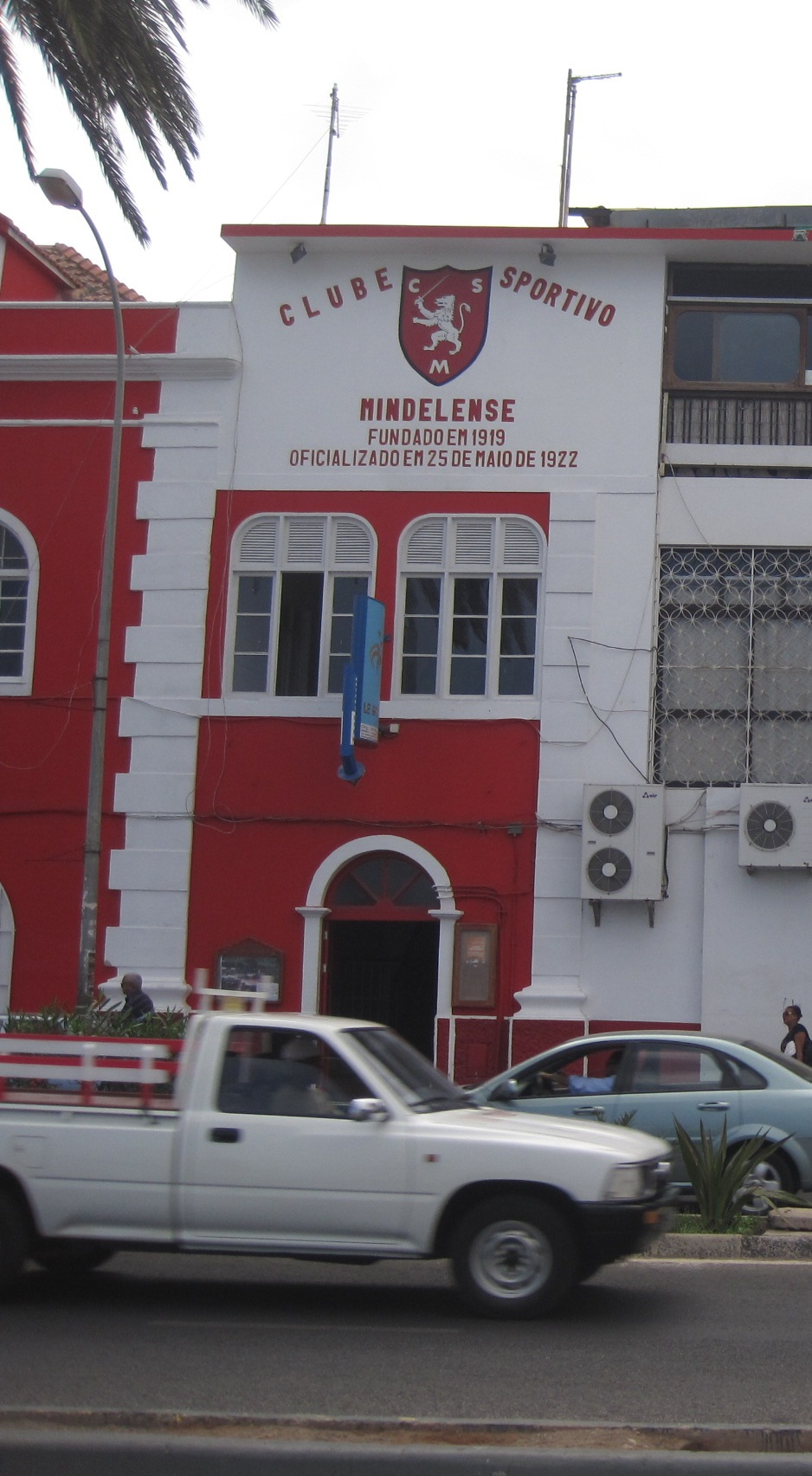
Der Vereinssitz in Mindelo

Clube Sportivo Mindelense (kurz CS Mindelense) ist ein kapverdischer Sportverein aus der Stadt Mindelo, auf der Insel São Vicente.
Der Verein ist insbesondere für seine Fußballabteilung bekannt, führt jedoch auch Abteilungen für Basketball, Volleyball und Leichtathletik.

## Geschichte
Der Verein wurde 1919 gegründet und am 25. Mai 1922 ins Vereinsregister der damaligen portugiesischen Kolonie Kap Verde eingetragen.
Erstmals wurde der Klub im Jahr 1956 offizieller kapverdischer Meister, nachdem er bereits einige vorherige Meisterschaften in Kap Verde gewinnen konnte. Bis zur Unabhängigkeit des Landes im Jahr 1975 gewann er insgesamt sechsmal den Titel. Seit der Unabhängigkeit und der Einführung der heutigen Landesmeisterschaft, dem Campeonato Cabo-verdiano de Futebol, konnte der Verein weitere zwölfmal den Meistertitel und einmal den Pokalsieg feiern. Im regionalen Wettbewerb, der São Vicente Insel-Liga, kommt man auf insgesamt 49 Meisterschaften (Stand 2017).

## Stadion
Die Profi-Fußballmannschaft des CS Mindelense trägt ihre Heimspiele im städtischen Estádio Municipal Adérito Sena aus. Das Stadion hat einen Kunstrasenplatz und fasst 5.000 Zuschauer.

## Erfolge

### National
- Kap-Verdischer Meister
  - Vor der Unabhängigkeit: (inoffiziell) 1939, 1949, 1950, 1956, 1960, 1962, 1966, 1968, 1971
  - Nach der Unabhängigkeit: 1976, 1977, 1981, 1988, 1990, 1992, 1998, 2011, 2013, 2014, 2015, 2016, 2019
- Kap-Verdischer Pokalsieger
  - 1982
- Kap-Verdischer Superpokalsieger
  - 2014

### Regional
- São Vicente Insel-Liga
  - São Vicente-Meister (49): 1938, 1939, 1940, 1941, 1942, 1943, 1946, 1947, 1949, 1950, 1951, 1952, 1954, 1955, 1956, 1957, 1958, 1959, 1960, 1962, 1966, 1968, 1969, 1970, 1971, 1974/75, 1975/76, 1976/77, 1977/78, 1978/79, 1979/80, 1980/81, 1981/82, 1987/88, 1988/89, 1989/90, 1991/92, 1992/93, 1993/94, 1998/96, 1997/98, 2005/06, 2008/09, 2010/11, 2012/13, 2014/15, 2015/16, 2016/17
  - São Vicente-Pokal: 2008, 2013, 2015
  - São Vicente-Super-Pokal: 2006, 2009, 2015, 2016

## Statistik in den CAF-Wettbewerben
| Wettbewerb                          | Runde    | Gegner         | Hinspiel | Rückspiel |  |
| ----------------------------------- | -------- | -------------- | -------- | --------- |  |
|                                     |          |                |          |           |  |
| African Cup of Champions Clubs 1993 | Vorrunde | ASEC Ndiambour | 1:1 (A)  | 1:2 (H)   |  |

## Statistiken
- Höchste Niederlage: CS Mindelense - Sporting Lissabon 0:21, Achtelfinale im Portugiesischen Pokal der Saison 1970/71
- Längste Serie ohne Niederlage in einer Saison im São Vicente: 34 (12. Spieltag in der Saison 2013/14 bis zum 13. Spieltag der Saison 2015/16)
- Längste Serie ohne Auswärtsniederlage im São Vicente: (18. Spieltag in der Saison 2013/14 bis zum 14. Spieltag der Saison 2015/16)
- Bester Saisonstart (São Vicente): 2014/15 (12 Siege, zwei Unentschieden)

## Bedeutende ehemalige Spieler
Die Spieler sind alphabetisch sortiert
- Alex (2009–2010)
- Cadú
- Mailó (2010–2012)
- Nhambu (2009–2012)
- Rambé (2009–2010)
- Sténio (2009–2010)
- Fock (Fredson Tavares) (2008–2010)
- Toy Adão (2006–heute)
- Vozinha (2011–2012)